# Севастопольська телещогла
Севастопольська телещогла — телекомунікаційна щогла заввишки 225 метрів, споруджена у 1976 році у Севастополі на Воронцовій горі.

## Характеристика
Висота вежі становить 225 м. Висота над рівнем моря — 180 м.
Вежа обладнана 15-ма теле- та 4-ма радіопередавачами.